# 未完成Stride
《未完成Stride》（日语：未完成ストライド）是日本女性創作歌手兒玉沙織的個人總計第7張單曲。2012年8月8日由Lantis發行。

## 概要
《未完成Stride》是創作歌手兒玉沙織自從2002年發行的第6張單曲《白晝之月》以來，睽違10年發行的個人最新單曲。在這10年間兒玉一直以作詞家的身份持續為聲優中島愛、聲優組合sphere提供歌曲的歌詞，還有該歌曲也是兒玉第一張在Lantis發行的單曲。2012年4月至9月在千葉電視台等UHF系首播的電視動畫《冰菓》當作第13話之後的後半季片頭主題曲使用。
《未完成Stride》也是兒玉目前的個人唯一一首被當作動畫主題歌曲使用、Oricon排名100名之內的單曲，還有不是由她自己負責作曲的單曲。

## 收錄歌曲
所有歌曲由兒玉沙織作詞。
1. 未完成Stride
  - 作曲、編曲：中山真斗（Elements Garden）
  - 千葉電視台等UHF電視動畫《冰菓》後半季片頭主題曲
2. Daisy
  - 作曲、編曲：宮崎誠（日语：宮崎誠）
3. Cinema Sky
  - 作曲、編曲：h-wonder（日语：h-wonder）

## 外部連結
- Lantis官方網站的歌曲介紹頁面 （页面存档备份，存于） （日語）